# Leshukonskoye
Leshukónskoye (en ruso: Лешуко́нское) es una localidad del óblast de Arcángel, Rusia, ubicada en el lugar donde confluyen los ríos Mezén y Vashka, al norte del óblast. Su población en el año 2010 era de 4400 habitantes.

## Economía

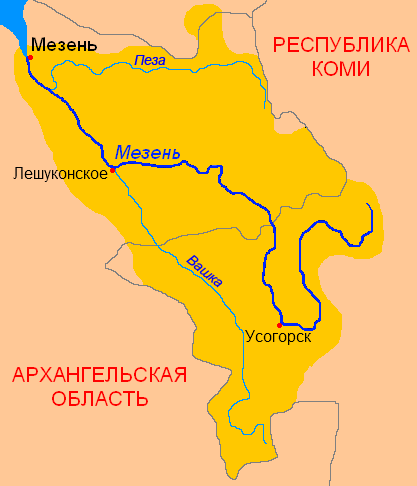
Leshukónskoye (Лешуконское) en un mapa del río Mezén

La industria de la madera es de gran importancia en la localidad. Leshukónskoye posee un aeropuerto, con vuelos a Arcángel, la capital del óblast, semanalmente, en concreto, los martes.